# The Spiral Black Hole
The Spiral Black Hole es el primer disco de la banda argentina de death metal Burden Rage. Fue lanzado en diciembre del 2012 a través del sello Disembodied Records.

## Lista de canciones
| The Spiral Black Hole |                                             |          |  |
| N.º                   | Título                                      | Duración |  |
| 1.                    | «Nightmare»                                 | 5:48     |  |
| 2.                    | «Thy Blessed Darkness»                      | 4:41     |  |
| 3.                    | «Crowned By Pestilence»                     | 3:50     |  |
| 4.                    | «The Spiral Black Hole»                     | 5:04     |  |
| 5.                    | «The Birth (The Second Coming Chapter I)»   | 6:29     |  |
| 6.                    | «Gemonías»                                  | 4:00     |  |
| 7.                    | «Walk Over The Crushed Skulls»              | 3:37     |  |
| 8.                    | «Enough»                                    | 4:55     |  |
| 9.                    | «The Rising (The Second Coming Chapter II)» | 7:39     |  |
| 46:03                 |                                             |          |  |

## Créditos
- Pablo Toirán - Guitarra y producción
- Jorge Furno - Bajo
- Gonzalo Shawn - Voces
- Matias Barrionuevo - Guitarra
- Eduardo Turco - Batería

- Datos: Q20859035